# Magensonde
Als Magensonde bezeichnet man in der Medizin einen Schlauch, der durch Mund oder Nase entlang des natürlichen oberen Verdauungsweges, also durch Rachen und Speiseröhre zum Magen vorgeschoben wird. Dadurch unterscheidet sie sich von der PEG-Sonde, die durch die Bauchdecke gelegt wird. In der Tiermedizin wird auch die Nasenschlundsonde eingesetzt, die durch die Nase bis in die Speiseröhre geschoben wird, bei Pferden auch bis in den Magen.
Zu therapeutischen Zwecken führte um 1868 nach älteren Vorbildern Adolf Kußmaul die Magensonde ein. Deren Bedeutung für die Diagnose von Magenerkrankungen erkannte kurze Zeit später Wilhelm O. Leube.

## Indikationen
Eine Magensonde ist immer dann indiziert, wenn eine Störung der oralen Nahrungs-, Flüssigkeits- und Medikamentenzufuhr vorliegt, z. B. bei Schluckstörungen oder wegen Verdrahtung zwischen Ober- und Unterkiefer nach einem chirurgischen Eingriff. Gelegentlich erfolgt ein Einsatz, um Hungerstreikende oder Magersüchtige gegen deren Willen künstlich zu ernähren. Eine weitere Indikation ist die Ableitung von Mageninhalt, beispielsweise vor, während oder nach Operationen des Bauchraums, bei Darmverschluss (Ileus) oder nach oraler Aufnahme von Giften (Alkohol, Tabletten, Verdünner, Säure …). Darüber hinaus kann über eine Magensonde Magensaft zu diagnostischen Zwecken gewonnen werden.
Sie kann auch zur Stabilisierung, Darstellung oder Schienung der Speiseröhre bei Operationen eingesetzt werden.
Eine Magensonde ist meist relativ einfach zu legen und eher für kurzzeitige Anwendungen (bis zu zwei Wochen) geeignet. Das Legen und die Pflege (Verbandswechsel) einer Magensonde durch die Bauchwand als Perkutane endoskopische Gastrostomie (PEG-Sonde) ist hingegen aufwändiger.
Lange liegende Magensonden können mit einer speziellen „Nasenolive“ aus Silikon versehen werden, die per Abdruckverfahren an die Nase des Patienten angepasst wird und im Inneren des Nasenlochs zu liegen kommt. Auf diese Weise kann die Magensonde bei Nichtgebrauch „versenkt“ werden. Durch die weitgehende Unsichtbarkeit kann sich die Compliance beziehungsweise Adhärenz der Patienten verbessern und damit eventuell auch die Ernährungssituation.

## Kontraindikationen
Eine Magensonde soll bei größeren Verletzungen, Frakturen oder Tumoren im Bereich des Mund- und Rachenraums oder der Speiseröhre nicht eingelegt werden. Auch Krampfadern in der Speiseröhre (Ösophagusvarizen) oder Verätzungen der Speiseröhre sind Kontraindikatoren. Weitere Ausschlusskriterien für nasale Sonden sind Infekte der Nasennebenhöhlen und schwere Gerinnungsstörungen.

## Legen einer Magensonde

### Grundsätzliches
Trotz möglicher Komplikationen ist die Anlage einer Magensonde im Allgemeinen unproblematisch. Ernste Komplikationen durch die Anlage sind selten.
Die Magensonde kann durch die Nase oder durch den Mund gelegt werden, wobei die Platzierung über die Nase bevorzugt wird. Zumeist wird ein Gleitmittel aufgebracht. Der Kopf wird etwas nach vorn geneigt und der wache Patient zum Schlucken aufgefordert. Beim bewusstlosen beziehungsweise sedierten Patienten kann die Sonde mit den Fingern geführt werden, in schwierigen Situationen können ein Laryngoskop und eine Magill-Zange notwendig werden.
Die Lagekontrolle kann über die Durchleitung von etwa 50 ml Luft erfolgen, wenn mit dem Stethoskop gleichzeitig ein typisches Gluckergeräusch im Magenbereich zu hören ist, und sich anschließend die gleiche Menge Luft und etwas Magensaft anziehen lassen. Im Zweifelsfall muss die Lage röntgenologisch überprüft werden. Anschließend wird die Sonde spannungsfrei mit einem Pflaster auf dem Nasenrücken gesichert.

### Verwendete Materialien
Magensonden werden aus unterschiedlichen Materialien hergestellt. Meist handelt es sich um Polyvinylchlorid (PVC), Polyurethan oder Silikon. Die meisten Sonden sind röntgenologisch darstellbar. Sonden aus PVC haben eine Liegedauer von drei Tagen, da die enthaltenen Weichmacher sich innerhalb weniger Tage aus dem Material lösen und die Sonden starr werden lassen. Polyurethan- und Silikonsonden haben eine Liegedauer von bis zu sechs Wochen. Das weiche Material verliert keine Weichmacher und ist speiseröhren- und schleimhautfreundlich. Silikonsonden haben eine dicke Wandstärke und enges Lumen, Magensonden aus Polyurethan eine dünne Wandstärke und weites Lumen.
Unterschieden wird auch nach Größe, Länge (100–130 cm) und Anzahl der Lumina (2–3 können verschiedene Orte sondieren). Die gebräuchlichsten Größen sind: CH 6-8 für Neugeborene, CH 8-10 für Kleinkinder, CH 10-12 für Kinder, CH 12-18 für Erwachsene.

### Komplikationen bei der Anlage
Bei der Anlage kann es zu Erbrechen durch Auslösen des Würgreflexes oder zu Nasenbluten bei Einführung der Sonde durch die Nase kommen. Verletzungen, d. h. Perforation der Nasenschleimhaut, des Rachens, der Bronchien oder der Speiseröhre, sind selten. In Einzelfällen ist es zu einem Durchbruch durch den Schädelknochen und somit zur intrakraniellen Lage der Magensonde gekommen. Durch die Auslösung von vagalen Reflexen kann es zu einer Bradykardie oder in extrem seltenen Fällen zu einem Herzstillstand kommen. Ebenso kann die Herzfrequenz beim Legen der Magensonde ansteigen, weil das unangenehme Gefühl Stress hervorruft.

### Komplikationen
Die Sonde kann herausrutschen (Dislokation), wenn (beispielsweise beim Umlagern des Patienten) versehentlich daran gezogen wird. Das kann auch bei Husten oder Erbrechen passieren. Bleibt dabei die Fixierung der Sonde an Nase oder Mund unbeschädigt, hat sich die Magensonde eventuell im Rachen aufgewickelt oder in die Luftröhre verschoben. Wenn dies nicht bemerkt und die Lage der Sonde vor Nahrungs- oder Flüssigkeitsverabreichung nicht kontrolliert wird, gelangt verabreichte Sondenkost nicht in den Magen, sondern in den Rachenraum oder in die Luftröhre, mit entsprechend lebensgefährlichen Folgen.
Eine (Aspiration) kann auftreten, wenn der Patient die verabreichte Nahrung oder anderen Mageninhalt unbemerkt regurgitiert und nicht über ausreichende Schutzreflexe (Schluck-, Würge-, Hustenreflex) verfügt. Dies kann eine Pneumonie hervorrufen.
Durch die liegende Magensonde werden Infekte der Nasennebenhöhlen (Sinusitis) begünstigt. Bei längerer Liegedauer kann es zu Druckstellen (Ulzera) oder Dekubitus an Naseneingang, Nasenschleimhaut, Rachen, Speiseröhre und Magen kommen.

## Unterhalt und Wartung
Durch die Sonde kann normale Nahrung verabreicht werden, sofern sie dazu flüssig genug ist. Im heutigen medizinischen Umfeld wird jedoch nahezu ausschließlich industriell gefertigte Flüssignahrung (Sondennahrung) verwendet. Es ist nahezu jede diätetische Zusammensetzung auf der Angebotsliste der entsprechenden Hersteller zu finden.
Vor jeder Verabreichung von Flüssigkeit oder Nahrung muss eine Lagekontrolle durchgeführt werden, um sicherzustellen, dass die Sonde nicht in die Luftröhre gerutscht ist. Die Sondenlage ist zudem einmal pro Schicht zu prüfen. Nach der Verabreichung wird die Magensonde in der Regel mit 50 bis 100 ml klarem Wasser gespült. Bei liegender Magensonde ist mindestens einmal täglich eine ausgiebige Nasenpflege durchzuführen.
Dient die Magensonde zur Sekretableitung, so muss der Auffangbeutel täglich bzw. nach Bedarf gewechselt bzw. geleert werden. Dabei wird das Volumen gemessen und protokolliert. Der Auffangbeutel muss unterhalb des Magenniveaus so fixiert sein, dass kein Zug an der Sonde entsteht und das Sekret gut ablaufen kann.

## Längere Magensonden: Duodenal- und Jejunalsonde
Je nach Länge kann die Sonde im Magen (gastral), im Zwölffingerdarm (duodenal), oder im Leerdarm (jejunal) enden.
Bei doppelläufigen Sonden enden die Lumina meist an unterschiedlichen Stellen, sodass sie in zwei verschiedenen Abschnitten zu liegen kommen (z. B. eine Öffnung im Magen, die andere im Zwölffingerdarm).
Eine Jejunalsonde kann beispielsweise mithilfe eines Endoskops oder elektromagnetischer Positionierungssysteme gelegt werden. Die Jejunalsondenlagekontrolle erfolgt durch eine Probe auf Lackmuspapier (pH größer 7), Luftinsufflation oder Röntgen. Bei der Nutzung der Jejunalsonde ist eine langsame kontinuierliche Gabe (in der Regel über eine Ernährungspumpe) erforderlich, da das Jejunum im Gegensatz zum Magen nicht größere Volumina auf einmal aufnehmen kann.

## Besonderheiten bei der Sondenernährung von Säuglingen und Kleinkindern
Unter Sondenabhängigkeit bzw. -dependenz versteht man die unbeabsichtigte physische und emotionale Abhängigkeit eines Säuglings oder Kleinkindes von einer ursprünglich als nur vorübergehend geplanten Sondierung bei gleichzeitigem Fehlen einer medizinischen Indikation. Die permanente Ernährung über eine Sonde hat ein Entwicklungsdefizit in der Entwicklung des Kindes zur Folge, weswegen ihre Entfernung oftmals als unabdingbar erscheint.
Bei Säuglingen und Kleinkindern ist zum Übergang auf eine selbständige Nahrungsaufnahme eine Sondenentwöhnung mit Training der Kau- und Schluckmotorik notwendig.